# Stefan Löfven
Kjell Stefan Löfven (ur. 21 lipca 1957 w Sztokholmie) – szwedzki polityk i działacz związkowy, w latach 2012–2021 przewodniczący Szwedzkiej Socjaldemokratycznej Partii Robotniczej, w latach 2014–2021 premier Szwecji, od 2022 przewodniczący Partii Europejskich Socjalistów.

## Życiorys
Wychowywał się w rodzinie zastępczej. Ukończył szkołę średnią i kurs zawodowy w Kramfors, następnie studiował na Uniwersytecie w Umeå, rezygnując po kilkunastu miesiącach.
Pracę zawodową podjął w 1976 w urzędzie pocztowym w Sollefteå. W latach 1979–1995 pracował w przedsiębiorstwie Hägglunds w Örnsköldsvik. Zaczynał jako spawacz, w 1981 dołączył do związku zawodowego Metall, stając się etatowym działaczem związkowym. Od 1995 był ombudsmanem swojej organizacji związkowej, w 2001 objął stanowisko jej wiceprzewodniczącego. W 2006 stanął na czele IF Metall, nowo utworzonej centrali związkowej.
Zaangażował się również w działalność Szwedzkiej Socjaldemokratycznej Partii Robotniczej, dołączając w 2006 do krajowych władz wykonawczych tego ugrupowania. Po rezygnacji Håkana Juholta 27 stycznia 2012 został wybrany na nowego przewodniczącego partii. W wyborach w 2014 po raz pierwszy uzyskał mandat posła do Riksdagu. Kierowani przez niego opozycyjni socjaldemokraci uzyskali wówczas największą liczbę mandatów, zawiązując mniejszościową koalicję z Partią Zielonych. 2 października 2014 parlament zatwierdził Stefana Löfvena na stanowisku premiera, na którym urzędowanie rozpoczął następnego dnia.
W 2018 został wybrany na kolejną kadencję szwedzkiego parlamentu. Wspierająca go koalicja utraciła kilkanaście mandatów. 25 września 2018 premier przegrał w nowym parlamencie głosowanie nad wotum zaufania, co rozpoczęło procedurę dymisji rządu. W październiku 2018 otrzymał misję utworzenia nowego gabinetu, która – podobnie jak poprzedzająca ją misja lidera centroprawicy Ulfa Kristerssona – zakończyła się niepowodzeniem. Kolejną próbę stworzenia rządu podjął w listopadzie, jednakże w grudniu 2018 Riksdag odrzucił jego kandydaturę na premiera.
Skutkiem tego głosowania stało się kontynuowanie rozmów koalicyjnych z perspektywą przedterminowych wyborów parlamentarnych. W styczniu 2019 opozycyjne dotąd partie liberałów i centrystów zadeklarowały umożliwienie reelekcji Stefana Löfvena, podpisując porozumienie programowe i deklarując chęć uniemożliwienia uzyskania wpływów przez Szwedzkich Demokratów. Po kilku dniach wstrzymanie się od głosu zadeklarowała dotąd wspierająca gabinet Partia Lewicy. 18 stycznia 2019 lider socjaldemokratów ponownie został zatwierdzony na urzędzie premiera – 155 posłów było przeciw, wybór umożliwiły jednak głosy popierające jego kandydaturę (115) i wstrzymujące się (77), co łącznie stanowiło większość wśród głosujących. 21 stycznia Stefan Löfven przedstawił skład nowego rządu, który tym samym rozpoczął funkcjonowanie.
W 2021 Partia Lewicy wycofała swoje poparcie dla rządu. 21 czerwca tegoż roku parlament uchwalił wotum nieufności wobec gabinetu (wniosek poparło 181 członków Riksdagu). 28 czerwca Stefan Löfven ogłosił swoją rezygnację, pozostając na czele rządu do czasu sformowania nowego gabinetu. 7 lipca Riksdag ponownie jednak zatwierdził kandydaturę lidera socjaldemokratów na premiera – przy 173 posłach przeciw, 116 głosujących za i 60 wstrzymujących się. Jego trzeci rząd rozpoczął działalność 9 lipca 2021.
W sierpniu 2021 zapowiedział ustąpienie z funkcji przewodniczącego partii i następnie z urzędu premiera. 4 listopada tegoż roku na czele socjaldemokratów zastąpiła go Magdalena Andersson. Sześć dni później Stefan Löfven złożył oficjalną rezygnację ze stanowiska premiera. Zakończył urzędowanie 30 listopada 2021, kiedy to powołany został gabinet Magdaleny Andersson.
W październiku 2022 wybrany na przewodniczącego Partii Europejskich Socjalistów.

## Odznaczenia
- Order Księcia Jarosława Mądrego I klasy (Ukraina, 2021)[23]